# 명예시민권

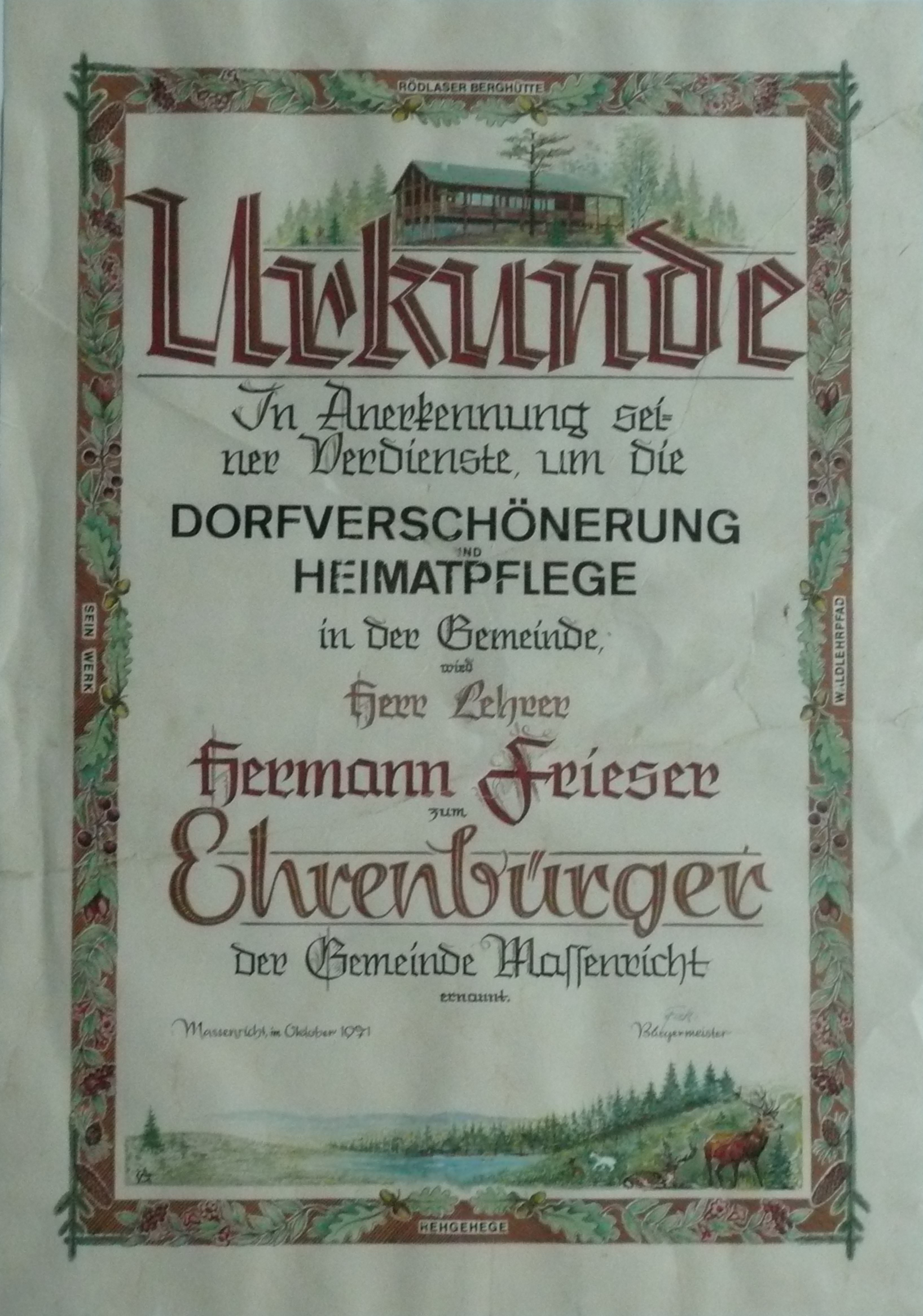
암베르크-줄츠바흐의 이전 자치단체인 마센리히트의 명예 시민권 증서. 바이에른주, 독일의 헤르만 프리저에게 수여

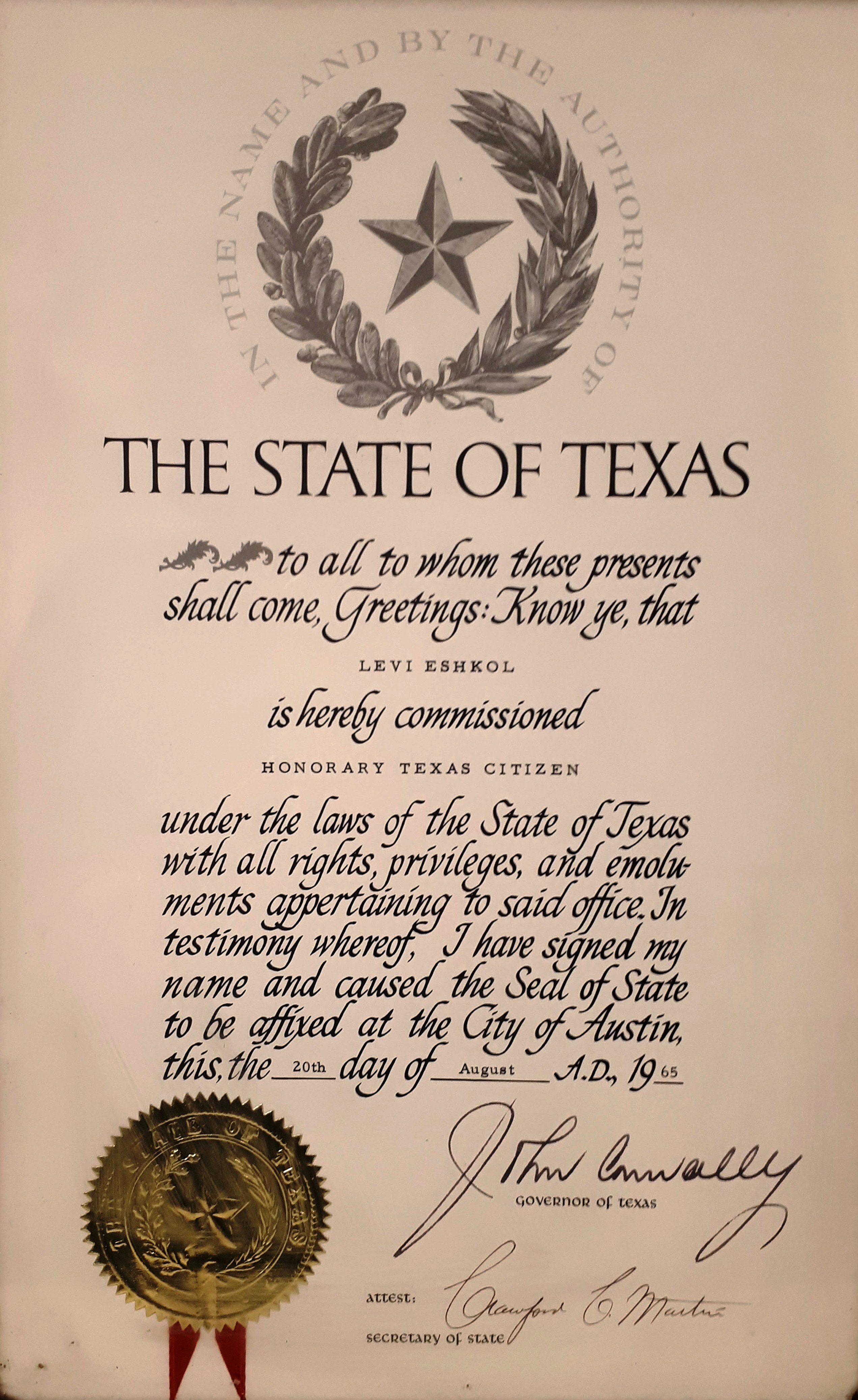
레비 에슈콜 이스라엘 총리에게 수여된 명예 텍사스 시민권 증서

명예 시민권(Honorary citizenship)은 어떤 도시나 다른 정부가 특별히 존경할 만하거나 그렇지 않으면 그에 합당하다고 간주하는 외국인 또는 자국민에게 부여하는 지위이다. 이 영예는 대개 상징적이며 시민권이나 국적에 어떠한 변화도 가져오지 않는다.

## 북아메리카

### 캐나다
캐나다 명예 시민권은 캐나다 의회 양원에서 만장일치로 승인되어야 한다. 명예 캐나다 시민권을 받은 사람은 1985년 사후 라울 발렌베리, 2001년 넬슨 만델라, 2006년 제14대 달라이 라마 텐진 가초, 2007년 아웅산 수 찌(2018년 취소), 2009년 아가 칸 4세 카림 왕자, 2014년 말랄라 유사프자이 뿐이다.

### 미국
미국 의회법과 대통령 승인에 따라 개인은 미국 명예시민으로 지명될 수 있다. 1963년 이후 단 8명에게만 수여되었다.

## 유럽

### 독일
독일의 독일 국적법 제14조는 연방내무부 장관이 "귀화를 정당화하는 독일과의 관계"가 있는 경우 독일에 거주하든 안 하든 어떠한 요건 없이도 모든 외국인을 귀화시킬 수 있도록 하고 있다.
연방주 내에서 명예 시민권(Ehrenbürgerschaft)은 지방자치체가 개인에게 수여할 수 있는 최고의 영예이다. 도시, 마을, 때로는 연방주에서 수여된다. 명예 시민권은 영구적이며 수여자의 사망 후에도 지속되지만, 예외적인 경우에는 시, 마을 또는 주의회에서 취소할 수 있다. 전쟁 범죄자의 경우, 1946년 10월 12일 "독일 주둔 연합군 통제 협의회의 지침 38조 VIII항 II항 i호"에 따라 이러한 모든 영예가 박탈되었다.

### 그리스
그리스에서는 그리스 국적 출신(국외 거주자/동족)인 국내 거주 외국인의 귀화에 관한 규정이 마련되어 있다. 주로 2010년 법률 3838조 23항 및 2018년 법률 4606조 39항에 따라 알바니아 및 구 소련 국가 출신 국외 거주자에게 적용된다. 그리스 국적법(제10조)은 해외 거주 국외 거주자의 귀화도 허용한다. 또한, 국적법은 그리스에 특별한 서비스를 제공했거나 귀화가 국가의 최선의 이익에 부합하는 외국인에게 명예 귀화(제13조)를 제공한다. 이러한 개인에게는 내무부 장관의 정당한 제안에 따라 대통령령을 통해 그리스 시민권이 부여될 수 있다.

### 아일랜드
아일랜드에서 외국인에게 부여되는 명예 시민권은 거주 및 투표 권리를 포함하는 완전한 법적 시민권이다.

### 러시아 제국
러시아 제국에서 명예시민권(Почётные граждане)은 사회 계급(sosloviye, sostoyaniye)으로, 도시 거주자들의 재산(Городские обыватели)의 특권 하위 범주였다.

### 산마리노
1861년 3월 29일, 산마리노의 섭정 대장은 당시 미국 대통령이었던 에이브러햄 링컨에게 명예 시민권을 제안하는 서신을 보냈다. 1861년 5월 7일 링컨은 "산마리노 의회가 저에게 부여한 시민권의 영예에 감사드립니다. 귀하의 영토는 작지만, 귀하의 국가는 역사상 가장 존경받는 국가 중 하나입니다."라고 답했다. 이는 미국-산마리노 외교 관계의 시작이었다.

## 아시아

### 이스라엘
열방의 의인 회원은 야드바솀에 의해 명예 이스라엘 시민권 또는 사후 기념 시민권을 받을 수 있다. 이스라엘에 거주하기로 선택한 사람들은 연금, 무료 건강 관리, 주택 및 간병 지원을 받을 자격이 있다.
2010년, 크네세트는 1947년 11월 29일부터 1948년 12월 31일 사이에 사망한 위임통치령 팔레스타인에서 활동한 모든 이스라엘 방위군 및 준군사 조직원에게 명예 이스라엘 시민권을 부여하는 법안을 통과시켰다.
이스라엘 어린이를 테러리스트로부터 보호한 인도 여성 산드라 사무엘은 2010년 이스라엘로부터 영주권과 명예 시민권을 받았다. 완전한 이스라엘 시민권을 받으면 인도는 이중 국적을 허용하지 않기 때문에 인도 시민권을 잃게 되었을 것이다.

## 오세아니아

### 오스트레일리아
오스트레일리아에서 명예 시민권은 오스트레일리아 총독이 부여하며, 2024년 현재까지 단 한 번만 부여되었다.

## 예시

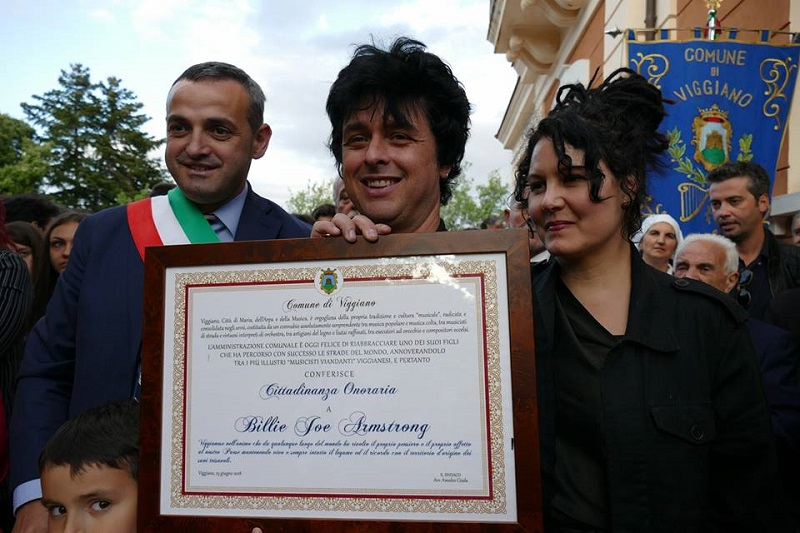
2018년 비지아노 명예 시민권을 받는 빌리 조 암스트롱 (그린 데이 프론트맨)

- 베를린은 미국 군정청의 군정관으로서 베를린 공수작전을 창설한 역할을 한 루시우스 D. 클레이에게 1962년에, 그리고 베를린 장벽 붕괴와 독일의 재통일을 이끈 세계 정치 변화에 대한 미하일 고르바초프에게 명예 시민권을 수여했다.[9][10]
- 필리핀 의회는 선교 및 활동에 대한 제임스 로이터 미국 신부이자 이민자에게 1996년과 2006년에 명예 시민권을 부여했다.[11][12]
- 2002년 대한민국은 2002년 FIFA 월드컵에서 국가대표팀을 성공적으로 예상을 뒤엎고 4강으로 이끈 네덜란드 축구 감독 거스 히딩크에게 명예 시민권을 수여했다. 2006년에는 한국계 미국인 미식축구 선수인 하인스 워드에게도 한국에서의 혼혈인에 대한 차별을 줄이려는 노력에 대해 명예 시민권이 수여되었다.[13]
- 에베레스트 최초 등정 50주년을 기념하여 네팔 정부는 카트만두에서 열린 특별 골든 주빌리 기념 행사에서 에드먼드 힐러리에게 명예 시민권을 부여했다. 그는 이 영예를 받은 최초의 외국인이었다.[14]
- 유럽 대학의 모든 학생들은 학업을 마친 후 브뤼허 시장의 초청을 받아 시청에서 브뤼허 시의 명예 시민이 된다.[15]
- 2011년, 레이디 가가는 성소수자 공동체에 대한 지지를 인정받아 시드니 시의 명예 시민 칭호를 받았다.[16]
- 2013년 4월, 라울 발렌베리는 명예 오스트레일리아 시민권을 부여받은 최초의 인물이 되었다.[17][8]
- 2013년 8월, 프랑스 배우 제라르 드파르디외는 벨기에로부터 명예 시민권을 받았다.[18]
- 2013년 10월, 아르헨티나 축구 감독 호세 페케르만은 16년 만에 처음으로 2014년 FIFA 월드컵에 콜롬비아를 진출시킨 후 콜롬비아 시민권을 받았다.[19]
- 2017년 4월 12일, 파키스탄의 말랄라 유사프자이는 탈레반 점령 기간 동안 그녀의 고향 스와트에서 소녀들에게 교육을 제공하려는 노력으로 쥐스탱 트뤼도 총리에 의해 명예 캐나다 시민권을 수여받았다.
- 2017년 7월 12일, 아리아나 그란데는 2017년 5월 22일 맨체스터 아레나 폭탄 테러의 희생자들을 위한 모금 활동에 기여한 공로로 맨체스터의 명예 시민이 되었다.[20]
- 2019년 8월, 지미 키멀 라이브의 경비원이었던 기예르모 로드리게스는 지미 키멜 TV 진행자가 시장 출마한 후 캐나다 뉴펀들랜드의 딜도의 명예 시민이 되었다.[21]
- 2019년 10월 7일, 아프가니스탄은 자국 내에서의 오랜 인도주의 활동에 대한 공로로 일본의 의사 나카무라 테츠에게 명예 아프가니스탄 시민권을 부여했다.[22]
- 2022년 6월 9일, 하원 결의안은 영국의 포뮬러 1 선수 루이스 해밀턴에게 명예 브라질 시민 칭호를 부여했다.[23]

## 같이 보기
- 프리덤 오브 더 시티